# Hermann Adolf Schulze
Hermann Adolf Schulze (* 12. April 1883 in Halle (Saale); † 1934 in Bitterfeld) war ein deutscher Jurist und Bergbau-Manager.

## Leben
Nach dem Besuch der Lateinischen Hauptschule der Frankeschen Stiftungen studierte Hermann Adolf Schulze an den Universitäten Halle und München Rechtswissenschaften. In Halle wurde er 1901 Mitglied des Corps Borussia. Nach dem ersten Staatsexamen und der Ernennung zum Referendar wurde er 1905 zum Dr. jur. promoviert. Anschließend trat er in das Unternehmen Wegelin & Hübner in Halle ein, wo er nach praktischer kaufmännischer Tätigkeit Direktionsassistent, Prokurist und kaufmännischer Direktor wurde. Danach wechselte er als Geschäftsführer zur Deutschen Zugmaschinengesellschaft in Halle. Zuletzt war er kaufmännischer Direktor und Vorstandsmitglied der Bitterfelder Braunkohlewerke Grube Leopold AG.
Schulze war stellvertretender Aufsichtsratsvorsitzender der Deutsche Braunkohlenöl-Vertriebs-GmbH in Berlin, Aufsichtsratsmitglied der AG für Strumpfwarenfabrikation vorm. Max Segall in Chemnitz und stellvertretendes Aufsichtsratsmitglied des Mitteldeutschen Braunkohlen-Syndikats in Leipzig.
Im Ersten Weltkrieg, an dem er als Soldat teilnahm, wurde er neben anderen Kriegsorden mit dem Eisernen Kreuz II. und I. Klasse ausgezeichnet.

## Schriften
- Das Sparkassenbuch. 1905.